# توکل‌آباد (گناباد)
توکل‌آباد روستایی در دهستان پس کلوت بخش مرکزی شهرستان گناباد استان خراسان رضوی ایران است.

## جمعیت
بر پایه سرشماری عمومی نفوس و مسکن در سال ۱۳۹۵ جمعیت این مکان ۲۸ نفر (۸خانوار) بوده‌است.